# Global Biodiversity Information Facility

Formální členové nebo „účastníci“ v GBIF se skládají ze zemí, ekonomik a mezinárodních organizací, které spolupracují na prosazování bezplatného a otevřeného přístupu k údajům o biologické rozmanitosti. Tato mapa zobrazuje národní účastníky GBIF k 15. červnu 2020.

Global Biodiversity Information Facility (GBIF) je mezinárodní organizace se sídlem v Dánsku, která se zaměřuje na zpřístupňování vědeckých údajů o biologické rozmanitosti prostřednictvím internetu. Data jsou poskytována mnoha institucemi z celého světa; informační systém GBIF tato data zpřístupňuje a umožňuje jimi vyhledávat prostřednictvím jediného portálu. Údaje dostupné na portálu GBIF jsou primárně údaje o rostlinách, zvířatech, houbách a mikrobech z celého světa.
Posláním GBIF je usnadnit volný a otevřený přístup k údajům o biologické rozmanitosti na celém světě, aby se podpořil udržitelný rozvoj.
GBIF usiluje o vytvoření informačních vazeb mezi digitálními datovými zdroji napříč vědeckou obcí, od genů po ekosystémy a pomocí georeferencí a nástrojů GIS je propojit s otázkami důležitými pro vědu, společnost a udržitelnost. Funguje ve spolupráci s dalšími mezinárodními organizacemi, jako je Katalog životního partnerství, Biodiversity Information Standards, Konsorcium pro čárový kód života (CBOL), Encyklopedie života (EOL) a GEOSS.
V letech 2002 až 2014 společnost GBIF udělovala prestižní výroční globální ocenění v oblasti informatiky biologické rozmanitosti, cenu Ebbe Nielsen, v hodnotě 30 000 EUR. Od roku 2018 uděluje sekretariát GBIF dvě výroční ceny: GBIF Ebbe Nielsen Challenge a Young Researchers Award.